# カピンガマランギ語
カピンガマランギ語（カピンガマランギご）は、オーストロネシア語族ポリネシア諸語に属する言語である。ミクロネシア連邦ポンペイ州に属するカロリン諸島のカピンガマランギ環礁とポンペイ島で話されている。ヌクオロ語に近い言語である。